# Зелени либерализам
Зелени либерализам, или либерални екологизам, је либерализам који укључује зелену политику у својој идеологији. Зелени либерали су обично либерални по социјалним питањима и "зелени" о економским питањима. Термин "зелени либерализам" сковао је политички филозоф Марсел Визенбург у својој књизи из 1998. Зелени либерализам: Слободно и Зелено друштво. Он тврди да либерализам мора одбацити идеју апсолутних имовинских права и прихватити ограничења која ограничавају слободу злоупотребе природе и природних ресурса. Међутим, он одбацује контролу раста становништва и било какву контролу над расподелом ресурса као неспојиву са индивидуалном слободом, уместо да фаворизује контролу на страни понуде: ефикаснију производњу и ограничења прекомерне производње и прекомерне експлоатације. Овај став тежи да доминира покретом, иако критичари кажу да то заправо ставља индивидуалне слободе изнад одрживости.

## Филозофија
Зелени либерализам веома цени планету Земљу, наглашавајући важност преношења нетакнуте планете на следећу генерацију. Зелени либерализам прихвата да је природни свет у стању флукса и не настоји да очува природни свет какав јесте. Међутим, он настоји да минимизира штету коју наноси људска врста на природy и да помогне обнављање оштећених подручја. Зелени либерализам настоји да комбинује либералне демократске институције и принципе као што су једнакост и слобода појединца са заштитом животне средине која настоји да смањи главне претње животној средини као што су прекомерна потрошња и загађење ваздуха.
Што се тиче економских питања, зелени либерали заузимају позицију негде између класичног либерализма и социјалног либерализма: зелени либерали могу фаворизовати нешто мању укљученост владе него социјални либерали, али далеко више него класични либерали. Неки зелени либерали практикују слободу тржишта и тако деле неке вредности с десничарским класичним либерализмом или либертаријанизмом. Ово је један од неколико разлога зашто је плаво-зелени савез могућ у политици.
Историчар Конард Расел, британски либерални демократа члан Дома лордова, посветио је поглавље своје књиге Водич интелигентне особе либерализму теми зеленог либерализма. У књижевном смислу, термин "зелени либерализам" је сковао политички филозоф Марсел Визенбург у својој књизи из 1998. године Зелени либерализам: Слободно и Зелено друштво.

### Зелени либерални демократи
Зелена либерална група је постојала у Великој Британији најмање десет година пре објављивања Визенбургове књиге, када је формирана група за притисак при новооснованим либералним демократама на састанку у Нотингему. Зелене либералне демократе су се појавиле на овом свечаном састанку који је организовао председавајући већ постојеће Либералне еколошке групе (ЛЕГ), која је основана пре једанаест година 1977. године.
Кит Мелтон, један од најранијих чланова ЛЕГ-а (Либерална еколошка група за економску и социјалну реформу) је у време спајања Либералне партије и СДП-а 1988. године био виши предавач међународног маркетинга на Универзитету Нотингем Трент, тако да је имало смисла сазвати састанак у Нотингему.
Либерална еколошка група годинама је водила кампању у оквиру Либералне странке, залагала се за другачију, нулту стратегију раста за економију, пратећи филозофију разјашњену у извештају римског клуба "Ограничење раста". Они су такође водили кампању о питањима загађења ваздуха, позивајући на забрану олова у бензину, као и забрану ХФЦ-а за које се зна да оштећују озонски омотач.
Зелени либерални демократи су били веома активна група за притисак у оквиру Либералних демократа током година и 2018. прославили су 30 година постојања конференцијом, која је такође одржана у Нотингему, у организацији Кита Мелтона и Симона Хугеса као уводног говорника. Значај ове групе и њен утицај на странку обележили су други кључни говорници на конференцији 2018. године, укључујући и четвртину тренутних парламентарних представника Либералних демократа у Доњем дому. Посланик Сер Ед Дејви је позвао на утицај либералних демократа на животну средину у коалиционим годинама, оснивањем Зелене инвестиционе банке (коју је накнадно продала торијевска влада).
Посланик Вера Хобхаус је ажурирала Зелени приступ загађењу ваздуха, а посланик Сер Винс Кејбл, лидер Либералних демократа и почасни професор економије на Универзитету Нотингем, је на ГЛД конференцији одржаној 2018. године имао ѕадатак да прегледа како се концепт одрживог развоја одупро зубу времена. Кејбл је био један од коаутора извештаја Комисије Брундтланда из 1987. године који је први увео концепт одрживог развоја.
Један од кључних раних успеха Зелених либералних демократа и њиховог новог председавајућег, Кита Мелтона, био је да осигура да преамбула Либерално-демократског устава има кључну референцу на Зелена питања у срцу странке са следећом реченицом која се одмах појављује након првог одломка који дефинише либералну филозофију - "Верујемо да је свака генерација одговорна за судбину наше планете и, чувајући равнотежу природе и околине, за дугорочни континуитет живота у свим његовим облицима".
Либерална партија Канаде под вођством Стефана Диона ставила је животну средину у први план своје политичке агенде, предлажући екотаксе и порезну смену звану "Зелена смена". Слично томе, британски либерални демократи су се ослонили на исти концепт да предложе "Зелени порезни прекидач".

## Зелени неолиберализам

### Историја
Једна врста зеленог либерализма назива се зелени неолиберализам, који је постао значајан и све истакнутији у светским институцијама од 1980-их. У овој деценији, две главне институције глобалног развоја, Међународни монетарни фонд и Светска банка, почеле су да се суочавају са све већим глобалним огорчењем као резултат својих програма структуралног прилагођавања, који су били кредити са тешким условима у земљама подложним дуговима. Услови су били усмерени на мере штедње, нпр. смањење владине контроле над тржиштем и пружање социјалних услуга и либерализације трговине, чиме се омогућава корпорацијама са глобалног севера да уђу у земље у развоју и ван конкуренције на локалним тржиштима. То је проузроковало пораст друштвених немира на многим фронтовима: пољопривредници су губили средства за живот великих корпорација које су увозиле извештачено јефтине, субвенциониране стабилне усеве са глобалног севера. Индустријализирана пољопривреда и агрономија постале су статус кво у истраживачким институцијама и пракси, доносећи са собом многе еколошке и друштвене трошкове. Компаније би могле да пребаце своје операције у земљама где је рад много јефтинији, што значи да би неки људи изгубили посао, док би други прихватили веома ниске плате. Људи, друштвени покрети и невладине организације почели су отворено критиковати и окривљавати Светску банку, Међународни монетарни фонд и Светску трговинску организацију као главне узроке прехрамбене кризе, губитка радних места и деградације животне средине. То су покупили и медији на глобалном северу, додајући промену гледишта глобалног југа као "сретних приматеља банкарске помоћи" на врло стварне и живописне слике нереда, протеста, масовних маршева и штајкова. Притисак је појачан све израженијим покретом за заштиту животне средине, који је скренуо пажњу на начин на који се пословање као уобичајена економија не бави еколошким трошковима, као што су климатске промене које узрокује човек.
Као одговор на ову критику, Светска банка је прво одговорила порицањем. Када се то није показало делотворним, потпуно се окренула и одлучила да направи значајне промене у својој организацији. На челу са актерима унутар Банке који су били спремни да је реформишу као одговор на глобалне критике, Банка је учинила окружење једним од својих примарних фокуса. Док је Светска банка 1985. године имала само пет запослених који раде на питањима животне средине, са буџетом мањим од 15 милиона долара, до 1995. године имала је више од три стотине запослених у области животне средине, са скоро милијарду долара за рад. Створено је потпуно ново Одељење за животну средину, које је морало да одобри еколошку одрживост великих пројеката пре њихове примене.

### Карактеристике и контекст
Тако је започела нова ера зеленог неолиберализма, у којој Светска банка и њене колеге институције нису напустиле своју неолибералну идеологију, тј. њихову посвећеност економији слободног тржишта, ниску регулативу, слободну трговину, итд, али су истовремено усвојили главну реторику одрживости и еколошке свести. Ова врста зеленог либерализма је углавном економска и подржана је од низа социјално либералних и социјално конзервативних људи. То се односи на екокапитализам.
У ширем контексту историје развоја, ова транзиција следи путању која је започела теоријом модернизације и пројектом модернизације земаља у развоју, након чега следи пројекат глобализације, где је слободно тржиште и слободна трговина требало да помогне земљама у развоју. Зелени неолиберални поглед на одрживост представља слабу одрживост, што је у супротности са виђењем многих еколога о снажној одрживости.